# Motor Scout

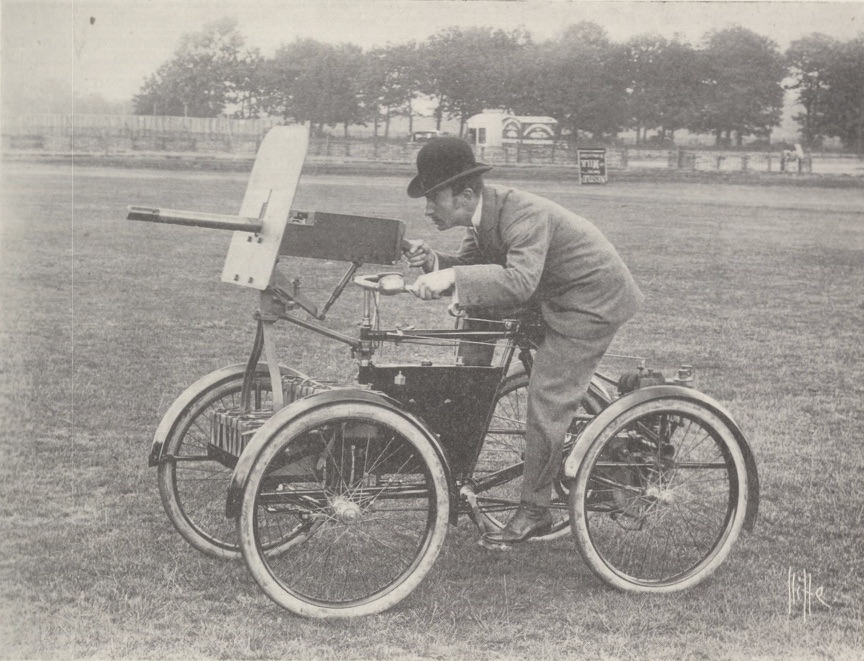
Motor Scout-1899.

Motor Scout был первым в мире вооруженным средством передвижения с двигателем внутреннего сгорания.

Британский инженер, один из первых зачинателей моторизации Фредерик Ричард Симмс сотрудничал с компанией Даймлера (нем. Daimler-Motoren-Gesellschaft), и, имея ее лицензию, основал одни из первых британских автомобильных компаний, автомобильный клуб «Королевский Автомобильный Клуб» (англ. Royal Automobile Club).

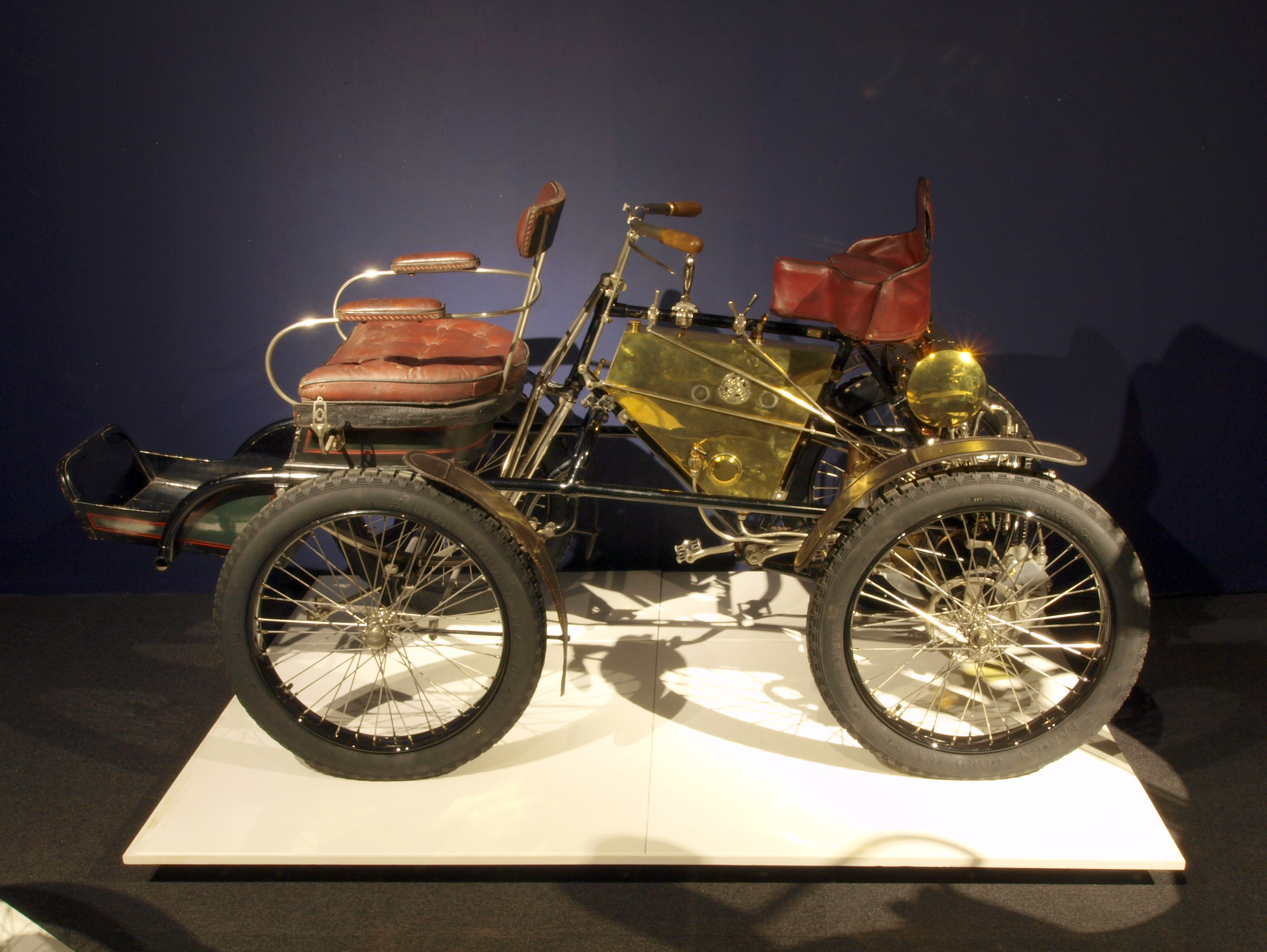
Квадроцикл Де-Дион-Бутон. 1899

Фредерик Симмс был убежден, что в будущих войнах решающая роль принадлежит автомобилям. Он купил квадроцикл компании Де-Дион-Бутон (фр. De Dion-Bouton) с мотором Surrey в 1,5 л.с. и поместил над рулем пулемет Максима с щитом (июнь 1899). Позже он построил первый в мире Бронеавтомобиль Motor War Car.
Схему размещения пулемета Кольта на трицикле, квадроцикле повторил 1902—1904 американский майор Р. Дэвидсон (англ. Major R.P.Davidson. см.Davidson-Cadillac), чьи идеи реализовал Карл Дюро англ. и Charles Duryea (см. Duryea Motor Wagon Company) .